# Троицкий (Отрадненский район)
Троицкий — хутор в Отрадненском районе Краснодарского края.
Входит в состав Красногвардейского сельского поселения.

## География
Единственная улица хутора носит название Южная.

## Население
| 2002 | 2010 |
| ---- | ---- |
| 71   | ↘56  |